# Moraine Lake
Moraine Lake är en sjö i Kanada.   Den ligger i provinsen Alberta, i den centrala delen av landet, 3 000 km väster om huvudstaden Ottawa. Moraine Lake ligger 1 851 meter över havet. Arean är 0,50 kvadratkilometer. Den sträcker sig 1,1 kilometer i nord-sydlig riktning, och 0,8 kilometer i öst-västlig riktning.
Sjöns blåa färg skapas av små partiklar från de omliggande glaciärerna. Moraine Lake ingår i Banffs nationalpark och i landskapet kring sjön lever brunbjörnar, svartbjörnar, tjockhornsfår, snögetter, wapiti och amerikanska älgar.
Trakten runt Moraine Lake består i huvudsak av gräsmarker. Trakten runt Moraine Lake är nära nog obefolkad, med mindre än två invånare per kvadratkilometer.